# دبليو. ديفيد بيتر
دبليو. ديفيد بيتر (بالإنجليزية: W. David Angus)‏ هو محامي وسياسي كندي، ولد في 21 يوليو 1937 في تورونتو في كندا. حزبياً، نشط في حزب المحافظين الكندي. وقد انتخب عضو مجلس الشيوخ الكندي.